# Кинематограф (уређај)
Кинематограф је уређај за пројекцију филмова, камера и машина за штампање. Настао је 1890—их година у Лиону од стране браће Лимијер.

## Историја
Уређај је први измишљен и патентован као "Кинематограф Леон Були" француског проналазача Леона Булиа 12. фебруар, 1892. Були је дао назив кинематограф из грчког језика, писање у покрету. Због недостатка новца, Були није био у стању да развије своје идеје правилно и одржава дажбине за свој патент, па је он продао право на свој уређај браћи Лимијер. 1895. године, они су применили име уређају, који је у великој мери је њихова сопствена креација.
Браћа Лимијер су направила свој први филм, Излазак радника из фабрике Лимијер (Sortie de l'usine Lumière de Lyon), исте године. Филм је јавно приказан у "Едену", у првом и најстаријем биоскопу у свету, у Ла Сјоти на југо-истоку Француске, 28. септембра 1895. Прво комерцијално, јавно приказивање кинематографских филмова је било 28. децембра 1895. године у салону, Индијски кафе у Паризу и било је организовано од стране браће Лимијер. Овај историјска презентације је приказала десет кратких филмова, укључујући и њихов први филм, Излазак радника из фабрике Лимијер. Сваки од ових раних филмова износи 17 метара у дужини, који су трајали око 50 секунди.
Кинематограф је такође изложен на изложби 1900. године. На изложби, филмови браће Лимијер су пројектовани на велики екран, величине 16 пута 21 метара.
Неколико верзија кинематографа су биле развијене, укључујући и оне проналазача Роберта Бирда(1856-1932), електро инжињера Чечила Вреја(1866-1944), асистента Алфреда Вренча, Жоржа Денениа и наравно, браће Лимијер.

## Изум
Луј Лимијер је заједно са братом Огистом радио да створи филмске камере које су супериорније од оних Томаса Едисона, које нису имале пројектор. Браћа Лимијер су покушала да исправе недостатке, које су видели у кинематографу и кинетоскопу, да би развили машине са јаснијим сликама и бољим осветљењем. Кинематограф је имао само 16 кг. што је омогућило лакши транспорт. Кинематограф је био ручно управљан, за разлику од Едисонове камере са електричним погоном, која није била лако преносива. Поред тога, док је само једна особа у једном тренутку могла да користи Едисонов кинетоскоп, посматрајући кроз окулар.
Кинематограф је производио јасну слику, што није био случај раније, због свог дизајна, у којој је нека врста виљушке држала рамове иза објектива на месту, користећи перфорације на страницама филмске траке.

## Популарност
Након успешног одржавања првог јавног приказивања браће Лимијер 1895. године. Кинематограф је постао популарна туристичка атракција за људе широм света. Браћа Лимијер су носили своје машине тако далеко, као што су Кина и Индија , те су постале доступни за људе свих класа и друштвених положаја. Кинематограф је коришћен за приказивање филмова у никлдеонима, где си чак и најсиромашније класе могле  да плаћају накнаду.